# San Ferdinando di Puglia
San Ferdinando di Puglia är en ort och kommun i provinsen Barletta-Andria-Trani i regionen Apulien i Italien. Kommunen hade 13 828 invånare (2017).